# Нокра (база)

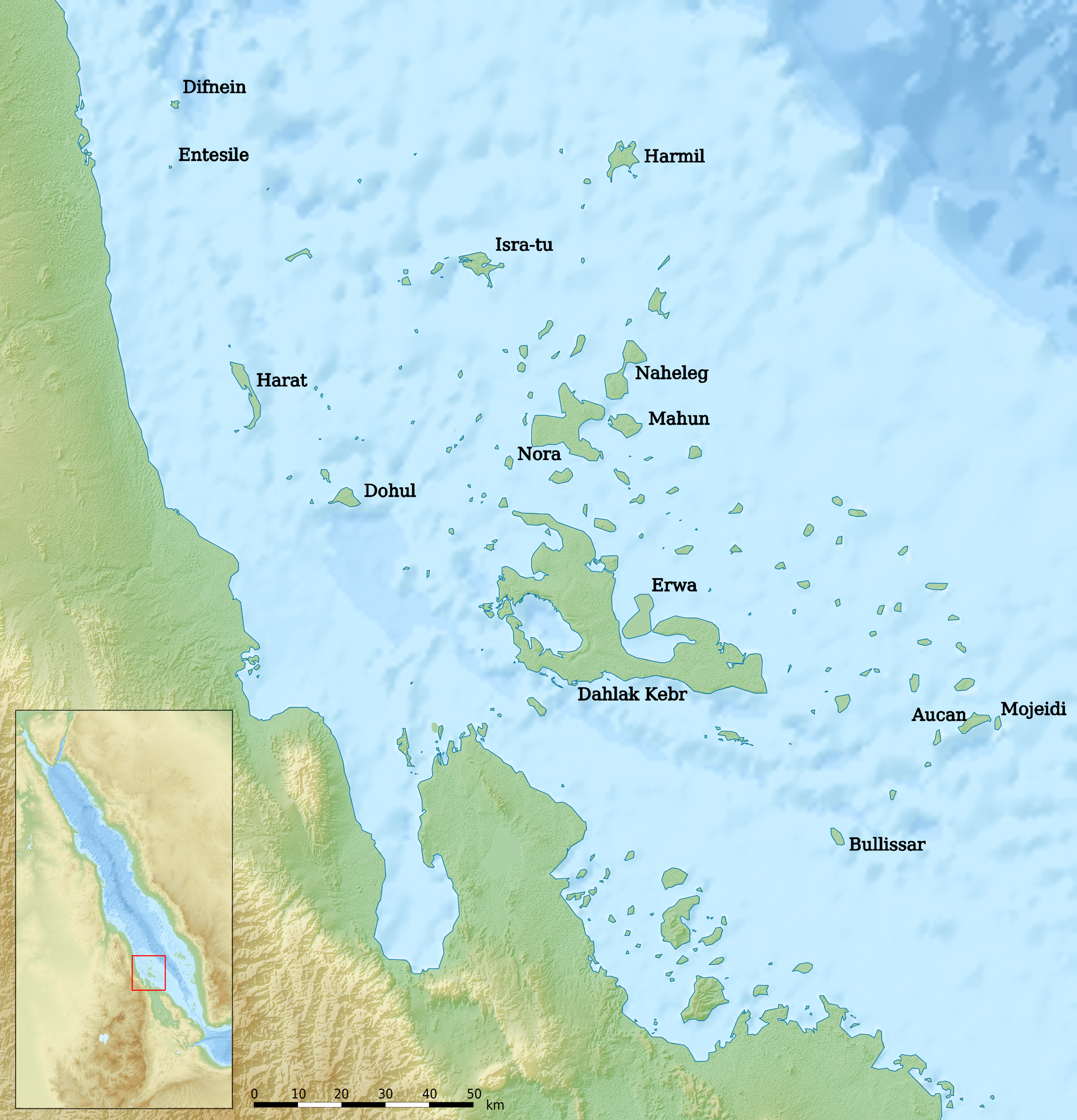
Архипелаг Дахлак

Нокра — военно-морская база ВМФ СССР в Эфиопии на острове Нокра архипелага Дахлак в Красном море в период с 1977 по 1991 годы. В настоящее время это территория Эритреи.

## История возникновения
В 1977 году в ходе войны между Сомали и Эфиопией Советский Союз оказал значительную поддержку Эфиопии. В результате правительство Сомали потребовало от СССР в трёхдневный срок эвакуировать советскую военно-морскую базу (ПМТО), которая существовала с 1964 года, из сомалийского порта Бербера.
В то же время имелась необходимость наличия в данном районе Индийского океана специального пункта обеспечения для находящихся на дежурстве атомных подводных лодок и надводных кораблей.
В мае 1977 года во время официального визита в Москву эфиопский лидер Менгисту Хайле Мариам в обмен на военную помощь обещал предоставить СССР в качестве военно-морской базы эфиопский порт Массауа. Однако Массауа был плотно блокирован эритрейскими сепаратистами, а второй эфиопский порт, Асэб, был слишком мал, и к тому же через него шёл весь грузопоток в страну.
Было решено разместить базу на одном из островов архипелага Дахлак в Красном море — острове Нокра.

## Расположение

Вид на постройки базы. 2007 год.

Архипелаг Дахлак располагается в юго-западной части Красного моря, отделён от берега Африки проливом Массауа. Состоит из двух больших островов: Дахлак-Кебир (около 750 км²) и Нокра (около 130 км²), а также более 120 мелких, большей частью необитаемых. Острова окружены коралловыми рифами.
Во время функционирования базы это была территория Эфиопии, а с 1993 года является территорией нового государства Эритрея.
Во времена древнего Рима архипелаг был очень населён и являлся центром ловли жемчуга на Красном море.
Во времена итальянской оккупации Эфиопии на острове Нокра находилась большая тюрьма.
При планировании размещения базы для проведения рекогносцировки в Эфиопию была направлена военная делегация экспертов, которую возглавил 1-й заместитель начальника Главного штаба ВМФ адмирал П. Навойцев. В состав рекогносцировочной группы входил главный эпидемиолог ВМФ Ю. Носов. Один из участников делегации капитан 1 ранга О. Дунаев вспоминал:

Ранним утром вылетели на архипелаг… Покружившись над разбросанными по морю безжизненными клочками суши, решили садиться на самый крупный из островов — Дахлак. Он представлял собой плоскую, как блин, песчаную поверхность, кое-где «приподнятую» барханами и чахлыми рощицами финиковых пальм. При итальянцах здесь была каторга, на острове даже сохранились остатки тюремных построек и стен. Местечко, прямо сказать, невесёлое.

Затем решили осмотреть остров Нокра, где изрезанность берега и глубины позволяли установить плавучие причалы и док, а также принять плавмастерскую. То есть это место было вполне подходящим. Правда, в душе мы лелеяли мысль, что, когда будет освобождён Массауа, ПМТО удастся перевести туда. Уверенность в этом подкрепляло сосредоточение на архипелаге десантной дивизии правительственных войск, готовящихся захватить порт.

Сообщив эфиопам о результатах рекогносцировки и своём выборе, возвратились в Москву. Там я сразу приступил к разработке проекта соглашения, в котором учитывались все наши потребности, а также поправки и пожелания, внесённые местной стороной.

В начале 1978 года делегация практически в том же составе вылетела в Аддис-Абебу для подписания соглашения.

## Строительство и начало деятельности

Высадка советской морской пехоты на остров Нокра. 1980 год (на дальнем плане: БДК-77)

В 1978 году на основании межправительственных соглашений на острове Нокра архипелага Дахлак был создан пункт материально-технического обеспечения (ПМТО). База изначально предназначалась для ремонта советских подводных лодок, оперирующих в зоне Индийского океана, а потом была переоборудована для восстановления кораблей ВМФ СССР. В первой половине 1978 года на Дахлак был доставлен док «ПД-66».
При этом во время транспортировки дока в Баб-эль-Мандебским проливе возникла нештатная ситуация, которая могла обернуться катастрофой и потерей дока:

Когда начали буксировать док между островами архипелага Дахлак, гидрографы совершили ошибку и указали путь гораздо правее оси наибольших глубин. Капитан 2 ранга В. Васильев и командир (буксирующего судна) «СС-21» В. Асламов проанализировали указанный маршрут и отказались следовать по нему. Шли по оси наибольших глубин, указанных на картах и привели док к месту постановки без происшествий. Гидрографы доложили командиру эскадры, что эти командиры, не выполнив их рекомендаций, подвергли суда каравана опасности; тот назначил расследование. В результате на указанном (гидрографами) маршруте обнаружили опасные отмели и камни под водой, и движение по рекомендованному пути наверняка вело к катастрофе.

За выполнение задачи перевода дока «ПД-66» в Красное море командира 162-го дивизиона спасательных судов капитана 2-го ранга В. Васильева и нескольких человек из экипажа спасательного судна «СС-21» наградили орденами Красной Звезды.
Плавучий док «ПД-66» подъёмной силой в 8.500 тонн находился в самом начале бухты Губейт-Мус Нефит острова Нокра. В 1980 году отдельный мобильный инженерный батальон (ОМИБ) ЧФ выполнил работы по созданию пункта маневренного базирования с системами электро- и водоснабжения. Также на базе появились причалы (два из них — плавучих), береговая судоремонтная база, хранилища топлива и воды, склады, вертолётная площадка, жилые здания для военнослужащих и их семей, здания социальной инфраструктуры.
В дополнение к плавучему доку на Нокру прибыла плавучая мастерская и они, вместе с береговой судоремонтной базой, занялись ремонтом приходящих кораблей и судов, их вооружения и технических средств. Плавмастерские (с Тихоокеанского и Черноморского флотов) несли службу на базе по 6 — 12 месяцев, регулярно меняясь. Помимо плавмастерских с теми же целями несли службу на Нокре плавучие базы. Кроме того, для обслуживания базы на ней базировался ещё целый ряд кораблей и судов вспомогательного флота. Так, в 1988—1989 годах там постоянно находились следующие суда:
- водолазный катер (ЧФ)
- плашкоут «МБСС-219» (ТОФ)
- буксир
- водоналивной танкер «МВТ-23» (ТОФ)
- судно-хранилище (продуктов) «СХ-500»
- пожарный катер № 245 (ЧФ)
- морской водолазный бот «ВМ-416» (ЧФ)
- буксир № 350 (ТОФ)
- судно нефтемусоросборщик (ТОФ)

Воду и топливо доставляли танкеры «Олёкма» и «Шексна» (из состава БФ), «Борис Бутома» (ТОФ), продукты — рефрижератор «Карадаг» (Керчь), грузы доставляли транспорты «Армения» (Находка), «Уфа» (Севастополь), «Василий Головнин» (Севастополь).
Медицинское обслуживание личного состава базы осуществлялось 1— 2 раза в год госпитальными судами «Обь» (ТОФ) и «Енисей» (ЧФ).
Уделялось внимание и обеспечению безопасности базы. Для охраны ПМТО в феврале 1980 года на Нокру прибыли большие десантные корабли (БДК) с бортовыми номерами 083 и 075 и доставили подразделение морской пехоты ТОФ с тяжёлым вооружением (включая танки, БТР, ЗСУ «Шилка»). В дальнейшем морские пехотинцы (иногда с Черноморского флота) периодически, примерно раз в полгода, сменяли друг друга.
Для их обеспечения здесь находились десантные и танкодесантные корабли:
- БДК «Иван Рогов» (б/н 113) 1980—1980 гг; 08.12.1986 — 27.05.1987 гг.
- БДК "Томский комсомолец" 1980-1981 г.г.
- БДК-101 (б/н 090) 1985—1986 гг; 13.06.1990—12.02.1991 гг.
- БДК «50 лет шефства ВЛКСМ» — 1986 г.
- БДК «Александр Торцев» — 1987—1988 гг. СДК-182 (б/н 014) — 1988 г.
- БДК «Сергей Лазо» — 1988—1989 гг.
- БДК-90 (б/н 077) — апрель - декабрь 1989 г.
- БДК-98 (б/н 079) 09.11.1989 —15.06.1990 гг.
- БДК-14[5] (б/н 50) 09.02.1990 — 13.07.1990 гг.

С февраля 1985 г. и до оставления базы боевые группы ПДСС ОВР ЧФ, сменяя друг друга каждые 9 — 10 месяцев, вели противодиверсионное обеспечение ПМТО. А для защиты базы от флота сепаратистов с июня 1988 года и до ухода в феврале 1991 года на острове Нокра постоянно базировался один артиллерийский катер.

## Функционирование базы
Практически все корабли ВМФ СССР, находившиеся на боевой службе в районе Красного моря и Персидского залива, заходили на ремонт и чистку в док. Помимо советских и эфиопских кораблей в 1988 году ремонтировался также торпедный катер ВМС Сейшельских островов.
База обслуживала также подводные лодки ТОФ и СФ, которые несли многомесячные боевые службы в Аравийском море с февраля 1979 года. В апреле 1980 года на базу прибыла первая АПЛ «К-108» в\ч 36032, командир АПЛ капитан 1 ранга Ратников В. Л., для проведения ППО и ППР. Осенью 1980 года там на АПЛ проекта 671 «К-369» были проведены ремонтные работы после того, как она в надводном положении своими выдвижными устройствами ударила под надстройку танкера «Ахтуба» (бывший «Пекин»).
База создавалась первоначально для обслуживания подводных лодок, но с обострением обстановки в районе из-за гражданской войны в Эритрее их визиты прекратились с 1988 года.
Кроме плавдока «ПД-66» (командиры: капитан 2 ранга Сайпулаев (до 1981 г.), капитан 2 ранга Касьян), базу Нокра обслуживали плавмастерские (все — корабли проекта 304, построенные в Польше) и плавбазы подводных лодок (все — корабли проекта 1886). Обычно эти суда находились на базе Нокра по году, меняя друг друга:
- Плавмастерские
  - «ПМ-129» (ТОФ)
  - «ПМ-97» (ТОФ)
  - «ПМ-15» (ТОФ)
  - «ПМ-156» (ТОФ)
  - «ПМ-52» (ТОФ)
  - «ПМ-26» (ЧФ)
  - «ПМ-92» (ТОФ)[6]
- Плавбазы
  - «Иван Колышкин» (СФ)
  - «Иван Кучеренко» (ТОФ)
  - «Иван Вахрамеев» (ТОФ)
  - «Волга» (ЧФ)
  - «Лена ПБ32» (СФ)

В июле 1980 года базу Нокра посещал Главком ВМФ СССР С. Г. Горшков.
В августе 1984 года базу посещал отряд кораблей ВМФ СССР, осуществлявший траление вод Красного моря от мин, выставленных некоей организацией «Аль-Джихад» в качестве протеста против поддержки «империалистами» ирано-иракской войны. В отряд входили ПКР «Ленинград», БПК «Красный Крым», БДК «Илья Азаров», МТЩ «Контр-адмирал Хорошкин», МТЩ «Дизелист», МТЩ «Зенитчик» и БМТ «Владимир Колечицкий».

## Навигационные и прочие инциденты
Навигационная ситуация в районе архипелага Дахлак и у ПМТО Нокра была непростой. Здесь, на незначительном удалении от берегов, находилось много мелких безлюдных островов, а под водой скрывались опасности — рифы, отмели и каменные банки. К тому же недалеко от базы лежал на боку полузатопленный итальянский плавучий госпиталь времён Второй мировой войны. Всё это, вместе с новизной района действия, усложняло навигацию и приводило к происшествиям:
- В 1980 г. ПЛАРК проекта 675 «К-175» (к-2 р. А. Ф. Крылов) при заходе в ПМТО села на мель, снялась через 9 часов самостоятельно.
- В конце 1981 г. плавбаза «Иван Кучеренко» (ТОФ) при подходе ночью к месту стоянки села на мель, буксиры не могли её стянуть, пока не начался прилив. Была повреждена гидроакустическая антенна и затоплено помещение боевого поста.
- В 1981—1982 гг. при очередной швартовке АПЛ затонул прямо посредине бухты буксир «РБ-95». Лодка дала ход и потянула за швартовые концы корму буксира, корма ушла под воду и соответственно буксир тоже, экипаж успел прыгнуть за борт. Через сутки при помощи тросов и якорей БДК, буксир подняли до уровня поверхности воды и завели на стапель плавдока.
- 13 декабря 1989 года, из-за поломки гирокомпаса сел на рифы артиллерийский катер.

Кроме того, имелся случай радиационного инцидента:
29 сентября 1985 года на АПЛ «К-175» (командир: капитан 2-го ранга Кондаков) при проведении ППО и ППР в пункте маневренного базирования из-за неправильных действий личного состава произошла разгерметизация активных зон реакторов, что привело к резкому ухудшению радиационной обстановки в реакторном отсеке. Была сброшена аварийная защита обоих реакторов. В результате происшествия пострадали 137 человек.
Контроль радиационной обстановки в районе аварии проводили ещё несколько лет, при этом не раскрывая факта аварии.
Старшина радиохимиков плавбазы «Иван Колышкин» Циганий А. И. в мае 1988 и марте 1989 года участвовал в осуществлении радиационного контроля:

Мы как радиохимики отобрали порядка 10 проб земли, растений, воды. И когда провели обследование, то обнаружили слабые следы радиоизотопов йода и стронция, характерные для атомного реактора, потому что искали мы совсем другое, об аварии на тот момент мы не знали и когда брали пробы, нам сказали что, возможно, французы в войне в Чаде использовали тактические ядерные заряды и следы их использования мы искали. Такие же исследования мы провели в марте, когда шли обратно.
— Циганий А. И.

## Боевые действия на Красном море в районе базы Нокра

Танки советской морской пехоты на острове Нокра

В марте 1988 года при Афабете (в 56 км к северо-востоку от Кэрэна) эритрейские повстанцы нанесли крупное поражение эфиопской армии, окружив и уничтожив около трёх пехотных дивизий и отдельные моторизованные подразделения. С этого момента повстанческие Народный фронт освобождения Эритреи (EPLF) и Народный фронт освобождения Тыграй (TPLF) окончательно установили свой контроль над большей частью провинций Эритрея и Тыграй.
Одновременно повстанцы активизировали боевые действия в прибрежных водах Красного моря.
Первоначально в составе флота сепаратистов находились маленькие моторные лодки с экипажем из трёх человек, которые были оснащены самым разнообразным оружием: 107-мм американскими безоткатными орудиями, крупнокалиберными пулемётами «Браунинг», трубами от советских реактивных установок «Град». Затем у повстанцев появились более крупные катера шведской постройки с 40-мм артиллерией и пулемётами.
В полночь 18 апреля 1988 г. моторное судно эритрейских сепаратистов подвергло обстрелу из артиллерийского орудия порт Асэб и единственный нефтеперерабатывающий завод, 5 человек были убиты и 15 ранены. Корабль эфиопского флота уничтожил лодку.
31 мая 1988 г. в проливе Массауа-Северный был обстрелян скоростными катерами сепаратистов шедший из Персидского залива на родную базу после почти шестимесячной работы в регионе танкер Балтийского флота «Олёкма» (командир А. Н. Иванов).
Работавшая на судне радистом А. А. Лемешко вспоминала:

Смотрю в иллюминатор, и вижу: летят гранаты. Затем — грохот. Я побежала к радиорубке. Проскочила под пулями. Я не боялась — просто очень тревожно было, когда замполит за пистолетом побежал. Начальник радиостанции Михаил Григорьевич Новиков лежал у рубки — мёртвый. Всего-то и успел перед смертью — несколько раз крикнуть «Помогите!» Начался пожар. Капитан приказал работать в открытом эфире — и я, вся в пене огнетушителя, стала передавать: «Олёкма» подверглась нападению неизвестных катеров, погиб начальник радиостанции. Четырнадцать часов провела в радиорубке!

Для защиты судоходства в Красном море с июня 1988 года на базе Нокра постоянно находился артиллерийский катер с двумя сменными экипажами. В феврале 1989 года на базу Нокра поисково-спасательное судно ЧФ «Баскунчак» привело на буксире артиллерийский катер «АК-312» проекта 205П из состава 165-го дивизиона противолодочных кораблей 141-й бригады кораблей охраны водного района Керченско-Феодосийской военно-морской базы. В августе 1990 года его сменил малый противолодочный корабль «Комсомолец Молдавии», пришедший из Севастополя. Примерно в то же время пришёл катер на подводных крыльях «Т-72» (бортовой 353) проекта 206М, которым командовал Андрей Прокопчик. Входивший в состав Балтийского флота катер самостоятельно выполнил переход из порта Свиноуйсце (Польша) до острова Нокра. Катер оставался на базе до февраля 1991 года, уходил последним с архипелага и прикрывал конвой кораблей до самого Адена.

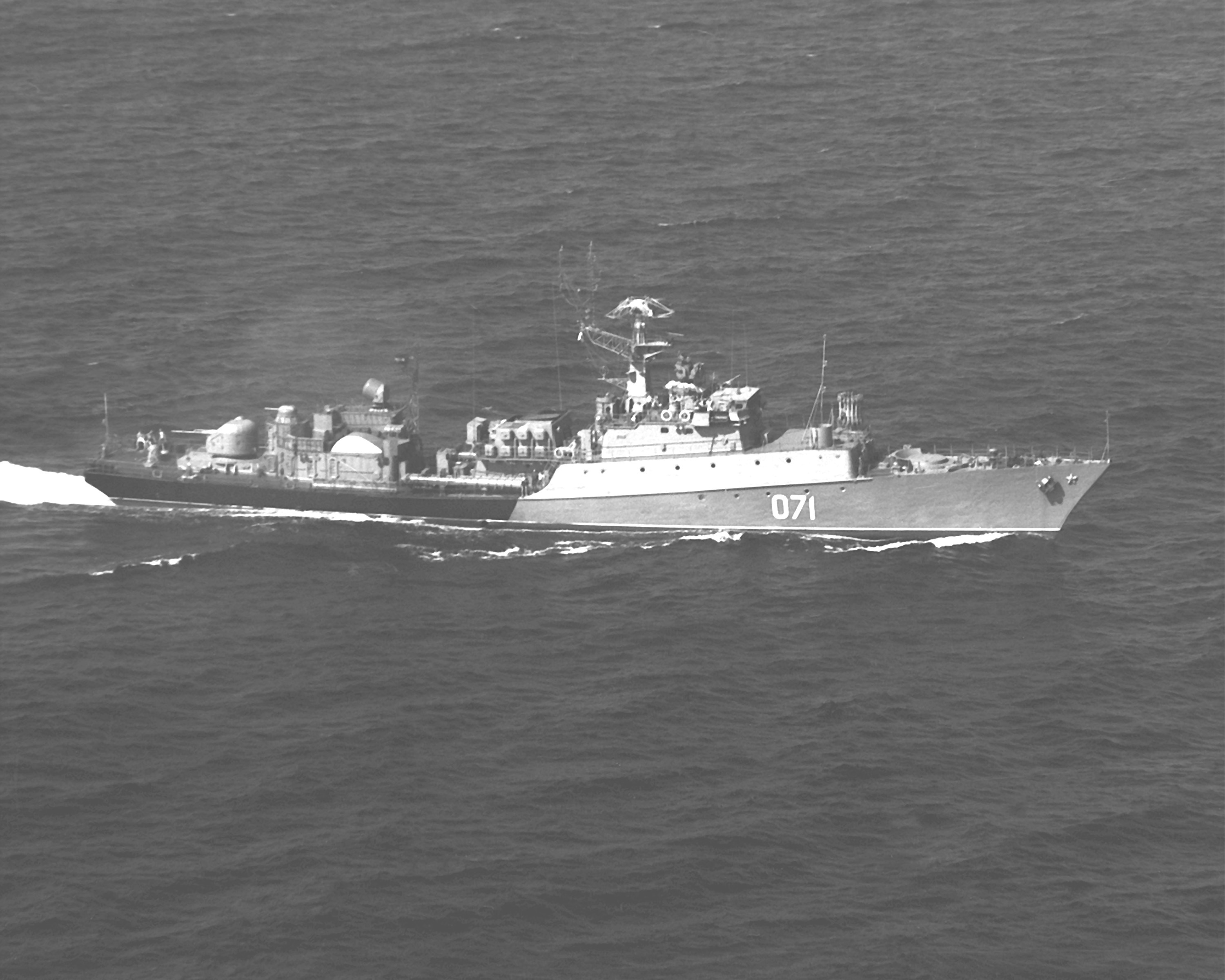
МПК проекта 1124-М Комсомолец Молдавии 1 августа 1990

За время функционирования базы Нокра боевые корабли советского ВМФ в близлежащем секторе Красного моря несколько раз проводили самостоятельные или совместные с эфиопскими вооружёнными силами операции, а также отражали нападения морских сил повстанцев:
- 20 ноября 1977 года был высажен морской десант в столице Сомали Могадишо для эвакуации советского посольства и группы советских граждан.
- В декабре 1977 — январе 1978 года эсминец «Веский» (ТОФ) обстреливал позиции эритрейцев в районе Массауа.
- Летом 1978 года в порту Массауа был высажен танковый взвод морской пехоты ТОФ, который, не понеся потерь, обеспечил эфиопским частям захват порта и города.
- 13 мая 1990 года тральщик «Разведчик» (капитана 3-го ранга Виктора Носенко) отразил атаку четырёх эритрейских катеров на советский танкер «Интернационал», один из катеров был потоплен.[9]
- 27 мая 1990 года катер «АК-312» (капитан 3 ранга Николай Белый) дважды отразил атаку четырёх эритрейских катеров, причём потопил три из них, сам благополучно вернувшись на базу.
- В октябре 1990 года МПК-118 «Комсомолец Молдавии» (проект 1124М) подавил артиллерийским огнём две обстрелявшие его с берега батареи эритрейцев, а также уничтожил склад боеприпасов.
- 10 декабря 1990 года эритрейские сепаратисты подвергли обстрелу танкер «Шексна». Сопровождавший его тральщик «Параван» прикрыл танкер и дал отпор нападавшим.
- В декабре 1990 года МТЩ «Дизелист» потопил два из шести атаковавших его эритрейских катеров.

В феврале 1990 года эритрейцы взяли штурмом город и порт Массауа, в результате чего Эфиопия потеряла выход к морю, а эфиопские боевые корабли и суда перешли на Нокру. С этого момента база и прилегающая к острову водная акватория стали систематически обстреливаться береговыми батареями эритрейцев.

## Эвакуация базы
1990 год характеризовался обострением военного конфликта противоборствующих сторон Эфиопии. Вышестоящее командование в лице начальника штаба 8-й оперативной эскадры контр-адмирала Валерия Сергеева, начальника тыла ВМФ СССР адмирала Игоря Махонина в различное время находились на ПМТО и контролировали, координировали развитие ситуации. Но постоянные ракетно-артиллерийские обстрелы базы и конвоев обеспечения жизнедеятельности ПМТО, фактическая военная блокада острова Нокра значительно осложнили использование базы по назначению для нужд ВМФ СССР. Вынужденное участие в боевых действиях, угроза высадки десанта и возможный захват острова предопределял дальнейшее вовлечения ПМТО, кораблей 85-й оперативной бригады надводных кораблей (ОПБНК, командир бригады капитан 2 ранга Владимир Бурцев) и подразделения батальонной десантной группы морской пехоты в более масштабный вооружённый конфликт, что не входило в планы главного штаба ВМФ СССР и внешней политики СССР. 6 февраля 1991 года главнокомандующий ВМФ СССР приказал «вывести все силы ВМФ СССР с острова Нокра архипелага Дахлак из-под удара сепаратистов». Эвакуация началась в полдень того же дня, в течение 6 часов на борт «ПМ-129» (командир капитан 3 ранга Рабжан Балданов) был принят и размещён с имуществом, документами и оружием личный состав ПМТО (командир капитан 1 ранга А.Вялов), «ПД-66», взвод ПВО и подразделение «морских котиков». В 17 часов 14 минут с флагштока ПМТО был спущен государственный флаг СССР. Вечером, с наступлением сумерек все корабли и суда отошли от пирсов и рассредоточились по местам безопасной якорной стоянки на внутреннем рейде. Все оборудование и имущественный комплекс ПМТО перешли в собственность эфиопской стороны.
В ночь на 12 февраля 1991 года был получен приказ командира 85-й ОПБНК на выход из бухты, корабли и суда начали последовательно выдвигаться на внешний рейд и далее самостоятельно до точки за пределами территориальных вод Эфиопии. Вывод кораблей и судов выполнялся в составе конвоя «КОН-63». Последним выходила «ПМ-129», ведя на буксире несамоходное судно хранения «СХ-500» и в дальнейшем по пути следования подобравшая самоходную баржу «МБСС-219». На этом присутствие советских войск на 933-м ПМТО, базе ВМФ СССР в Красном море на архипелаге Дахлак, острове Нокра и в Эфиопии закончилось.
В точке нейтральных вод конвой перегруппировался: «БДК-101» (командир капитан 3-го ранга Владимир Комолов) принял на буксир «СХ-500», «ПМ-156» (командир капитан 3-го ранга Сергей Трофимов) — «МБСС-219», «ПМ-129» — «МБ-63». Конвой продолжил движение в порт Аден республики Йемен. Переход выполнялся в сложных гидрометеорологических условиях, при этом буксируемая без экипажа баржа «МБСС-219», имеющая на борту пожарную машину, затонула в Аденском заливе. «ПМ-129» имея на буксире «МБ-63», выполнил сопровождение торпедного катера «Т-72» бортовой № 353 (командир Андрей Прокопчик). По прибытии на внешний рейд порта Аден конвой прекратил своё существование и каждый корабль получил от 8-й оперативной эскадры индивидуальный план дальнейших действий.
Личный состав 933-го ПМТО и приданных ему сил в марте 1991 года был доставлен «ПМ-129» в порт Владивосток, где и был расформирован. «ПД-66» затонул на штатном месте, так как эфиопская сторона не смогла организовать его эксплуатацию и обслуживание.
С падением в Эфиопии правящего режима и прекращением вооружённого конфликта база потеряла своё значение, оказалась заброшенной и пришла в запустение. Часть технически неисправных кораблей и судов Эфиопии, оставшихся в базе без надлежащего содержания, затонула в местах их стоянки.
На 2009 год остров Нокра и покинутая база являлись туристическим объектом, привлекающим любителей дайвинга.

## Командиры базы
- Капитан 1 ранга Пляшешник В. А. — 1981—1984 г.
- Капитан 1 ранга Сакун 1987 г (командир ПД-66)
- Капитан 1 ранга Кухар В. Г. — 1988 — 1990 г.[11]
- Капитан 1 ранга Пленков Б. Г. — 1990 г.
- Капитан 1 ранга Вялов А. — 1990 — 1991 г.